# قلعة راشيا
قلعة راشيا أو قلعة الاستقلال هي نصب تذكاري وطني، في لبنان. تم بناؤه كقصر من قبل عائلة شهاب في القرن الثامن عشر، وقد استخدمه الانتداب الفرنسي، وهو الآن متمركز للجيش اللبناني. وهو موقع سياحي يمكن زيارته تحت مراقبة الجيش. تضم القلعة غرفًا مقببة وتطل على المدينة الجبلية التاريخية.

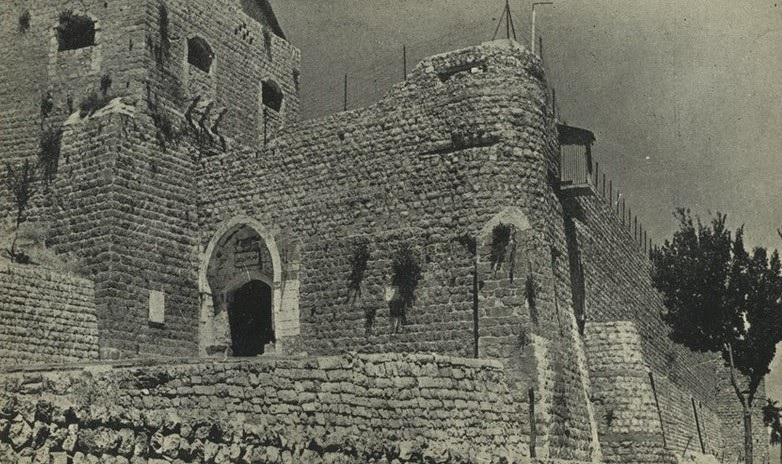
قلعة راشيا في عام 1947

## معالمها
في القرن الحادي عشر بنى الصليبيون برجا على تلة في وادي راشيا تطل على فلسطين لحماية قوافل التجار الآتين من فلسطين نحو بلاد الشام وكنقطة مراقبة وحماية لمواكب الحجاج والمسافرين عبر وادي التيم من دمشق إلى القدس في فلسطين.
تنتصب قلعة راشيا حول البرج الصليبي الذي يعلو نحو 1400م عن سطح البحر وتمتد على مساحة تبلغ 8500 مترمربع في موقع استراتيجي تحيط به المنحدرات من ثلاث جهات وتواجه الجهة الرابعة قمة حرمون. أما مدخل القلعة فهو من جهة الجنوب وهي تشبه بجدرانها السميكة واقبيتها ودهاليزها المتعددة قلعة الشقيف الصليبية وبقناطرها تتماثل مع قناطر قصر بيت الدين بناء واثار رومانية منها دهاليز بمسافة 1500م يصل إلى عين مري قرب مثلث العقبة - بكيفا، وكان يستعمل لحركة المقاتلين وتأمين التموين في حالات الحصار.
ومن معالمها أبنية واثار صليبية وآبار منحوتة بالصخر وقد ردمت اليوم باستثناء بئر واحد ما زال صالحا للاستعمال. والأقبية السفلى للقلعة فيها قاعة أثرية ومخزن من الجهة الشمالية الشرقية والبرج من الجهة الجنوبية الغربية وهو يعتبر أعلى قمة في القلعة.
وفيها أبنية وآثار شهابية تعود إلى العام 1370م حين تولى الأمير أبو بكر شهاب ولاية حاصبيا وكان يأتي برفقة زوجته وابنته إلى راشيا للصيد والقنص، فبنى منزلا داخل القلعة. كما بنى الشهابيون مدخل القلعة والسور والقناطر من الجهة الجنوبية الغربية.
اما السور الشرقي فقد بناه الفرنسيون بعد دخولهم إلى القلعة مستخدمين حجارة المنازل المحيطة بها بعد تهديمها. وما تزال أسماء أصحاب المنازل موجودة على مدخل القسم الشمالي من القلعة وكذلك معالم لكنيسة ضمن حرم القلعة.

## تاريخها
لقد شهدت قلعة راشيا احداثا مهمة أبرزها المعركة الشهيرة في 22 تشرين الثاني 1925 حين اقتحم المقاتلون في الثورة السورية الكبرى بقيادة سلطان باشا الأطرش أسوار القلعة لتحريرها من الحامية الفرنسية وقد سقط العديد من الشهداء من أبناء راشيا والجوار في تلك المعركة. وفي الساحة العامة للقلعة تنتصب اليوم لوحتان تحمل إحداهما أسماء القتلى الفرنسيين والثانية أسماء شهداء منطقة راشيا.

### قلعة الاستقلال
في 11 تشرين الثاني 1943 اعتقلت السلطات الفرنسية كل من الرئيس بشارة الخوري والرئيس رياض الصلح ووزير الخارجية والاشغال العامة سليم تقلا ونائب لبنان الشمالي عبد الحميد كرامي ووزير التموين والتجارة والصناعة عادل عسيران ووزير الداخلية كميل شمعون وسجنتهم في غرف منفردة في القلعة بسبب تحركاتهم نحو الاستقلال. واطلقتهم في 22 تشرين الثاني 1943 والذي يعتبر يوم الاستقلال اللبناني.
بعد جلاء القوات الفرنسية عام 1946 تمركزت في القلعة قوات من الدرك اللبناني وبعض الادارات الرسمية، ثم تسلمها الجيش اللبناني في 1 آيلول 1964 ولا تزال في عهدته حتى اليوم. وقد أدرجت القلعة مؤخرا ً على لائحة الأماكن السياحية في لبنان وأنارتها وزارة السياحة ويؤمها السياح من كل لبنان